# Triplit
Triplit (Hausmann, 1813), chemický vzorec (Mn2+,Fe2+,Mg,Ca)2(PO4)(F,OH), je jednoklonný minerál. Krajní člen řady triplit (Mn>Fe) – zwieselit (Fe>Mn). Název je odvozen z řeckého τριπλόος (triplós) – trojčetný.

## Původ
Primární i sekundární fosfát v zonárních žulových pegmatitech (obvykle nahrazuje lithiofilit). Také v hydrotermálních žilách.

## Morfologie
Krystaly jsou vzácné, typicky hrbolaté a mohou nabývat mnoha nejasných tvarů. Také tvoří zrnité a masivní agregáty.

## Vlastnosti
- Fyzikální vlastnosti: Tvrdost 5–5,5, hustota 3,5–3,9 g/cm³, štěpnost podle {001} dokonalá, {010} dobrá, {100} nedokonalá, lom nepravidelný až lasturnatý.
- Optické vlastnosti: Barva: oříškově hnědá, červená až černá. Lesk skelný, mastný, průhlednost: opakní, na hranách průsvitný, vryp žlutošedý.
- Chemické vlastnosti: Složení: Mn 25,96 %, Fe 13,19 %, Mg 3,45 %, Ca 3,79 %, P 14,64 %, O 32,13 %, F 6,73 %, H 0,12 %. Rozpustný v kyselinách. Před dmuchavkou se lehce taví na ocelově šedou magnetickou kuličku.

## Parageneze
- fosfosiderit, vivianit, apatit, turmalín, sfalerit, pyrit, křemen aj.

## Využití

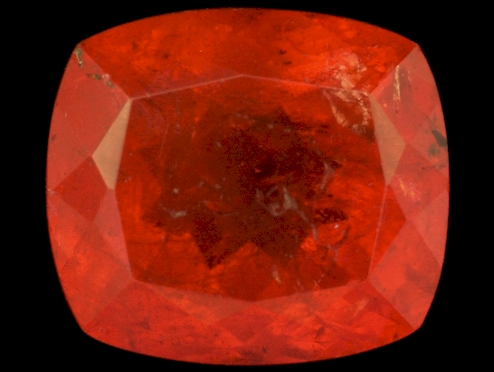
Triplit jako drahý kámen

Někdy jako drahý kámen.

## Naleziště
Řídce se vyskytující minerál.
- Česko – Cyrilov, Horní Slavkov
- Německo – Zwiesel, Hagendorf
- USA – Branchville v Connecticutu; Black Hill v Jižní Dakotě
- Argentina – Córdoba
- Rusko – Jižní Ural, Ilmenské hory
- a další.